# Valley Forge Freedom
Die Valley Forge Freedom waren eine US-amerikanische Eishockeymannschaft aus Oaks, Pennsylvania. Das Team spielte in der Saison 2007/08 in der Mid-Atlantic Hockey League. 

## Geschichte
Die Mannschaft wurde 2007 als Franchise der erstmals ausgetragenen Mid-Atlantic Hockey League gegründet. In ihrer einzigen Spielzeit belegten die Valley Forge Freedom den fünften und somit letzten Platz der MAHL nach der regulären Saison. Die Saison wurde aufgrund finanzieller Probleme von der Leitung der Liga vorzeitig beendet und auf die Playoffs verzichtet. Spätere Versuche die Liga fortzuführen scheiterten, wodurch die Valley Forge Freedom endgültig aufgelöst wurden.

## Saisonstatistik
Abkürzungen: GP = Spiele, W = Siege, L = Niederlagen, T = Unentschieden, OTL = Niederlagen nach Overtime SOL = Niederlagen nach Shootout, Pts = Punkte, GF = Erzielte Tore, GA = Gegentore, PIM = Strafminuten
| Saison  | GP | W | L  | T | OTL | SOL | Pts | GF  | GA  | Platz    | Playoffs |
| 2007/08 | 30 | 8 | 20 | — | 2   | —   | 18  | 131 | 204 | 5., MAHL | —        |

## Team-Rekorde

### Karriererekorde
Spiele: 30  Bill Haas,  Pat Serpico
Tore: 20  Bill Haas
Assists: 23  Bill Haas,  Chris Holmes
Punkte: 43  Bill Haas
Strafminuten: 149  Joe Pelle